# Heres
Heres (en llatí Heras, en grec antic Ἥρας) va ser un metge de Capadòcia que va viure després d'Heràclides de Tàrent i abans d'Andròmac, segons diu Galè, probablement al segle i aC. Va escriure alguns treballs de farmàcia, dels que en parla freqüentment Galè, però de les que només en resten uns fragments. Les seves receptes les mencionen també altres escriptors antics i probablement és el metge Heres del que parla Marc Valeri Marcial en un dels seus epigrames.